# Лоблэк, Эммануэль Кристофер
Эммануэль Кристофер Лоблэк (англ. Emmanuel Christopher Loblack; 29 августа 1898 — 3 июня 1995) — доминикский профсоюзный и политический деятель.

## Биография

### Профсоюзный лидер
Лоблэк вырос в общине Гранд-Бэй, Доминика. По профессии он был каменщиком и строителем; в 1939 году он был принят на работу в Департамент общественных работ, что послужило толчком для начала его долгой политической карьеры.
В 1939 году Лоблэк встретился с лондонской комиссией Мойна, приехавшей на остров для изучения условий жизни в Доминике. Он, наряду с несколькими другими людьми, предстал перед Комиссией и повел её членов осмотреть районы Розо. Среди прочего, он высказал недовольство доминикских трудящихся низкой заработной платой и условиями труда, в которых работали местные крестьяне и сельскохозяйственные рабочие (фермеры-арендаторы). Один из членов комиссии, лорд Ситрин, поддержал создание здесь профсоюза, что он также предложил сделать на других территориях.
11 января 1945 года Лоблэк с помощью Остина Уинстона и Ральфа Николлса основал Профессиональный союз Доминики (Dominica Trade Union). Профсоюз быстро рос, в основном благодаря своей успешной борьбе за сокращение рабочего времени для большинства доминиканцев (ранее они работали с 6:00 до 18:00, а после завоевания 8-часового рабочего дня — уже только с 8:00 по 16:00). Вскоре он разросся до 26 отделений по всему острову.
В качестве лидера профсоюза Лоблэк представлял Доминику в Великобритании на Международной конфедерации профсоюзов в 1949 году. Именно на этой встрече Лоблэк успешно пролоббировал строительство электрических сетей, мостов и дорог, столь необходимых во многих частях страны.

### Политическая карьера
В мае 1955 года вместе с доминикской писательницей и социалистической активисткой Филлис Шанд Олфри он создал Доминикскую лейбористскую партию. Однако в то же время взгляды новых членов профсоюзов и Лоблака стали расходиться, и в 1957 году он ушел из его рядов.
Его настойчивость и приверженность Лейбористской партии дали свои плоды, позволив ему получить место в законодательном совете, когда ДЛП победила на всеобщих выборах 1961 года. Однако с изгнанием соучредительницы партии Филлис Шанд Олфри в сентябре 1962 года Лоблэк также покинул ДЛП.
Обладая большим политическим влиянием, он вместе с Эдвардом Скоби, Мэри Юдженией Чарльз и некоторыми другими основал Доминикскую партию свободы в 1968 году.
Последние 27 лет своей жизни Лоблэк отстаивал успех Партии свободы. Он получил награду за заслуги перед государством и почетную грамоту Вест-Индского университета.
С его кончиной Доминика вновь признала его достижения, и 10 июня 1995 года Лоблэку были устроены государственные похороны. В честь его достижений и видения правительство Доминики переименовало Восточный мост столицы Розо в Мост им. Э. К. Лоблэка.